# Yucca intermedia
Yucca intermedia là một loài thực vật có hoa trong họ Măng tây. Loài này được McKelvey miêu tả khoa học đầu tiên năm 1947.

## Hình ảnh

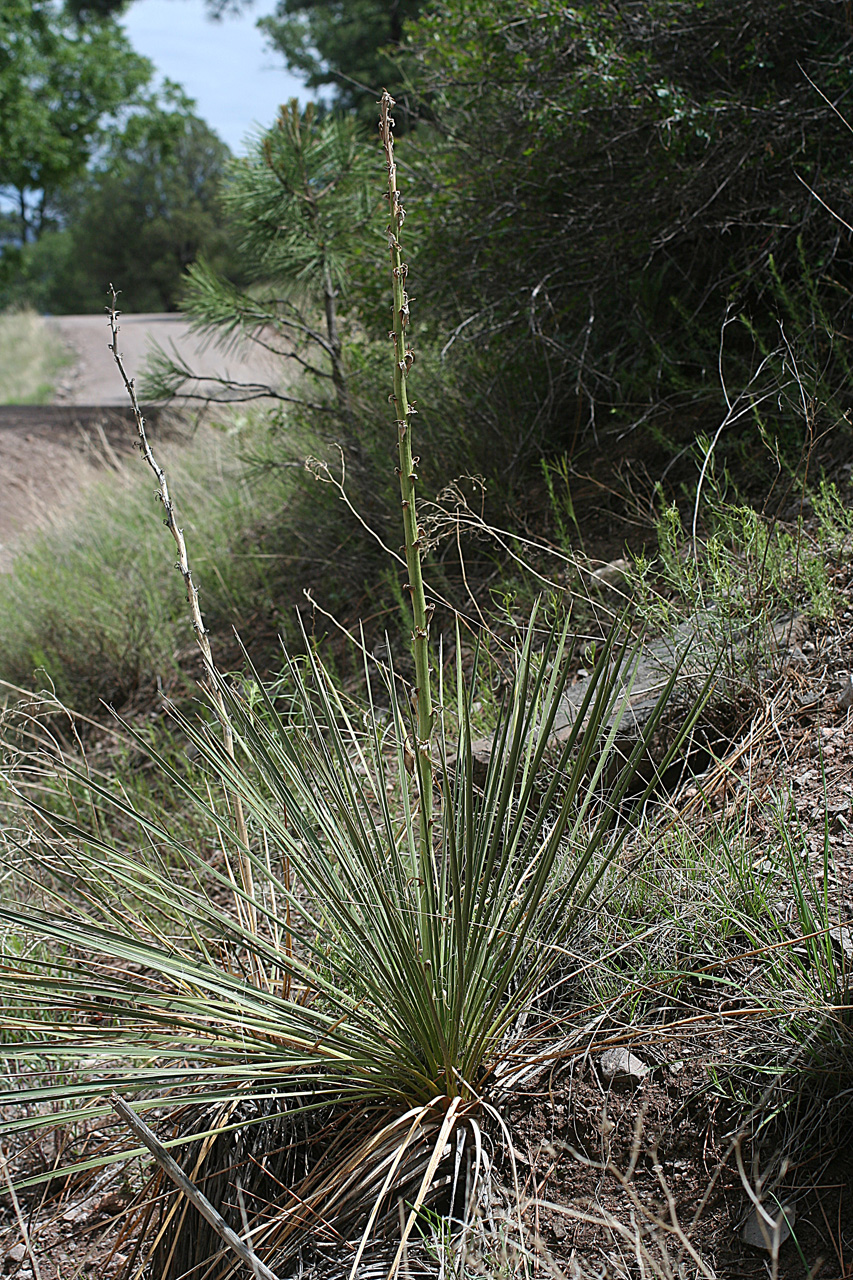